# Eredivisie 2011/12 (mannenvoetbal)/Transfers zomer
Dit is een lijst van transfers uit de Nederlandse Eredivisie in de zomer van 2011.
De transferperiode duurt van 1 juli 2011 t/m 1 september 2011. Deals mogen op elk moment van het jaar gesloten worden, maar de transfers zelf mogen pas in de transferperiodes plaatsvinden. Transfervrije spelers (spelers zonder club) mogen op elk moment van het jaar gestrikt worden.
Afkortingen: DM = Doelman, VD = Verdediger, MV = Middenvelder, AV = Aanvaller

## ADO Den Haag

### In
| Naam               | Nationaliteit | Positie | Oude club                            |
| ------------------ | ------------- | ------- | ------------------------------------ |
| Tom Beugelsdijk    | Nederland     | VD      | FC Dordrecht, was verhuurd           |
| Tim de Rijk        | Nederland     | VD      | Alphense Boys                        |
| Kai van Hese       | Nederland     | VD/MV   | FC Dordrecht, was verhuurd           |
| Leroy Resodihardjo | Nederland     | MV      | Almere City FC, was verhuurd         |
| Filip Lukšík       | Slowakije     | MV      | FK Senica                            |
| Wouter de Vogel    | Nederland     | MV      | AZ, was verhuurd aan Telstar         |
| Tjaronn Chery      | Nederland     | MV      | FC Twente, was verhuurd aan FC Emmen |
| Paul Mulders       | Nederland     | MV/AV   | AGOVV                                |
| Marc Höcher        | Nederland     | MV/AV   | Helmond Sport                        |
| Jaap van Duijn     | Nederland     | AV      | Quick Boys                           |

### Uit
| Naam                | Nationaliteit | Positie | Nieuwe club                                               |
| ------------------- | ------------- | ------- | --------------------------------------------------------- |
| Nico Pellatz        | Duitsland     | DM      | Sparta Rotterdam                                          |
| Tom Boks            | Nederland     | DM      | SVV Scheveningen                                          |
| Mitchell Piqué      | Suriname      | VD      | Willem II                                                 |
| Ahmed Ammi          | Marokko       | VD      | ?                                                         |
| Danny Buijs         | Nederland     | VD/MV   | Kilmarnock                                                |
| Roderick Gielisse   | Nederland     | VD/MV   | FC Dordrecht, verhuurd                                    |
| Pascal Bosschaart   | Nederland     | VD/MV   | Sydney FC                                                 |
| Serhat Köksal       | Turkije       | MV      | FC Dordrecht, verhuurd                                    |
| Aleksandar Ranković | Servië        | MV      | Partizan Belgrado                                         |
| Giorgio Achterberg  | Nederland     | MV      | FC Dordrecht, verhuurd                                    |
| Joel Tillema        | Nederland     | MV      | SVV Scheveningen                                          |
| František Kubík     | Slowakije     | MV/AV   | FK Koeban Krasnodar, was gehuurd van Slowakije AS Trenčín |
| Dmitri Boelykin     | Rusland       | AV      | RSC Anderlecht, was gehuurd                               |
| Santy Hulst         | Nederland     | AV      | FC Dordrecht, was al verhuurd                             |
| Jarchinio Antonia   | Nederland     | AV      | Go Ahead Eagles, was al verhuurd                          |

## Ajax

### In
| Naam                     | Nationaliteit | Positie | Oude club                    |
| ------------------------ | ------------- | ------- | ---------------------------- |
| Mats Rits                | België        | MV      | K. Beerschot AC              |
| Jan-Arie van der Heijden | Nederland     | MV      | Willem II, was verhuurd      |
| Theo Janssen             | Nederland     | MV      | FC Twente                    |
| Ismaïl Aissati           | Nederland     | MV      | Vitesse, was verhuurd        |
| Thulani Serero           | Zuid-Afrika   | MV/AV   | Ajax Cape Town               |
| Jeffrey Dekker           | Nederland     | MV      | Almere City FC, was verhuurd |
| Derk Boerrigter          | Nederland     | MV/AV   | RKC Waalwijk                 |
| Viktor Fischer           | Denemarken    | AV      | FC Midtjylland               |
| Kolbeinn Sigþórsson      | IJsland       | AV      | AZ                           |
| Jasper Cillessen         | Nederland     | DM      | NEC                          |
| Dmitri Boelykin          | Rusland       | AV      | RSC Anderlecht               |

### Uit
| Naam                     | Nationaliteit | Positie | Nieuwe club                              |
| ------------------------ | ------------- | ------- | ---------------------------------------- |
| Maarten Stekelenburg     | Nederland     | DM      | AS Roma                                  |
| Ronald Graafland         | Nederland     | DM      | Feyenoord                                |
| Jordy Deckers            | Nederland     | DM      | SBV Excelsior                            |
| Marco Bizot              | Nederland     | DM      | SC Cambuur, verhuurd                     |
| Sergio Padt              | Nederland     | DM      | AA Gent                                  |
| Thimothée Atouba         | Kameroen      | VD      | ?                                        |
| Rob Wielaert             | Nederland     | VD      | Roda JC Kerkrade, was al verhuurd        |
| Oleguer Presas Renom     | Spanje        | VD      | ?                                        |
| Lorenzo Burnet           | Nederland     | VD      | FC Groningen                             |
| Johan Kappelhof          | Nederland     | VD      | FC Groningen                             |
| Bryan Ottenhoff          | Nederland     | VD      | FC Twente                                |
| Evander Sno              | Nederland     | MV      | RKC Waalwijk                             |
| Roly Bonevacia           | Nederland     | MV      | NAC Breda, verhuurd                      |
| Mitchell Donald          | Nederland     | MV      | Roda JC Kerkrade                         |
| Jan-Arie van der Heijden | Nederland     | MV      | Vitesse                                  |
| Demy de Zeeuw            | Nederland     | MV      | Spartak Moskou                           |
| Florian Jozefzoon        | Nederland     | MV      | NAC Breda, verhuurd                      |
| Marvin Zeegelaar         | Nederland     | MV      | Espanyol, was verhuurd aan SBV Excelsior |
| Rasmus Lindgren          | Zweden        | MV      | Red Bull Salzburg                        |
| Suk Hyun-Jun             | Zuid-Korea    | AV      | FC Groningen                             |

## AZ

### In
| Naam            | Nationaliteit | Positie | Oude club               |
| --------------- | ------------- | ------- | ----------------------- |
| Milano Koenders | Nederland     | VD      | NAC Breda, was verhuurd |
| James Holland   | Australië     | MV      | Sparta, was verhuurd    |
| Edwin Gyasi     | Nederland     | AV      | Telstar, was verhuurd   |
| Ruud Boymans    | Nederland     | AV      | VVV-Venlo               |
| Terell Ondaan   | Nederland     | AV      | Jong Ajax               |

### Uit
| Naam                | Nationaliteit | Positie | Nieuwe club                                      |
| ------------------- | ------------- | ------- | ------------------------------------------------ |
| Boy Waterman        | Nederland     | DM      | Alemannia Aachen, was verhuurd aan de Graafschap |
| Joey Didulica       | AUS           | DM      | gestopt                                          |
| Rámon               | Brazilië      | VD      | ?                                                |
| Gijs Luirink        | Nederland     | VD      | Sparta Rotterdam, was verhuurd aan SC Cambuur    |
| Mike Boelee         | Nederland     | VD      | ?, was verhuurd aan Telstar                      |
| Jeroen Tesselaar    | Nederland     | VD      | ?, was verhuurd aan Telstar                      |
| Marek Kaljumäe      | Estland       | VD      | ?, was verhuurd aan Telstar                      |
| Gill Swerts         | België        | VD      | Feyenoord, was al verhuurd                       |
| Héctor Moreno       | Mexico        | VD      | Espanyol                                         |
| Roland Alberg       | Nederland     | MV      | SBV Excelsior                                    |
| Nick van der Velden | Nederland     | MV      | N.E.C.                                           |
| Ilias Haddad        | Nederland     | MV      | ?, was verhuurd aan Telstar                      |
| Stijn Schaars       | Nederland     | MV      | Sporting Lissabon                                |
| Graziano Pellè      | Italië        | AV      | Parma FC                                         |
| Mitchell te Vrede   | Nederland     | AV      | Excelsior                                        |
| Wouter de Vogel     | Nederland     | AV      | ADO Den Haag, was verhuurd aan Telstar           |
| Kevin Brands        | Nederland     | AV      | ?, was verhuurd aan Telstar                      |
| Ólafur Karl Finsen  | IJsland       | AV      | ?, was verhuurd aan Telstar                      |
| Zlatan Krizanovic   | Zweden        | AV      | ?, was verhuurd aan Telstar                      |
| Kolbeinn Sigþórsson | IJsland       | AV      | AFC Ajax                                         |

## Excelsior

### In
| Naam                | Nationaliteit | Positie | Oude club                                 |
| ------------------- | ------------- | ------- | ----------------------------------------- |
| Wesley de Ruiter    | Nederland     | DM      | FC Utrecht, was verhuurd aan FC Den Bosch |
| Jordy Deckers       | Nederland     | DM      | Jong Ajax                                 |
| Delano Cohen        | Nederland     | VD      | Almere City FC, was verhuurd              |
| Tim Eekman          | Nederland     | VD      | Jong Feyenoord, was al gehuurd            |
| Daan Smith          | Nederland     | VD      | Jong Feyenoord, gehuurd                   |
| Jurgen Mattheij     | Nederland     | VD      | Jong Feyenoord                            |
| Samuel Scheimann    | Nederland     | VD      | FC Den Bosch                              |
| Jerson Anes Ribeiro | Nederland     | MV      | Fortuna Sittard, was verhuurd             |
| Karim Mossaoui      | Nederland     | MV      | Fortuna Sittard, was verhuurd             |
| Erwin Nuytinck      | Nederland     | MV      | RBC Roosendaal                            |
| Niels Vorthoren     | Nederland     | MV      | FC Den Bosch                              |
| Roland Alberg       | Nederland     | MV      | Jong AZ                                   |
| Mitchell te Vrede   | Nederland     | AV      | Jong AZ                                   |
| Nayib Lagouireh     | België        | AV      | Jong Feyenoord, was al gehuurd            |
| Marley Berkvens     | Nederland     | AV      | Jong Feyenoord, gehuurd                   |
| Kevin Jansen        | Nederland     | AV      | Jong Feyenoord, gehuurd                   |

### Uit
| Naam               | Nationaliteit         | Positie | Nieuwe club                                    |
| ------------------ | --------------------- | ------- | ---------------------------------------------- |
| Nico Pellatz       | Duitsland             | DM      | Sparta Rotterdam, was gehuurd van ADO Den Haag |
| Cees Paauwe        | Nederland             | DM      | Quick '20                                      |
| Lex van Haeften    | Nederland             | DM      | XerxesDZB                                      |
| Miquel Nelom       | Nederland             | VD      | Feyenoord                                      |
| Kaj Ramsteijn      | Nederland             | VD      | Feyenoord, was gehuurd                         |
| Wouter Gudde       | Nederland             | VD      | Excelsior Maassluis                            |
| Adnan Alisic       | Bosnië en Herzegovina | MV      | Debreceni VSC                                  |
| Jordy Clasie       | Nederland             | MV      | Feyenoord, was gehuurd                         |
| Ryan Koolwijk      | Nederland             | MV      | N.E.C.                                         |
| Geert Arend Roorda | Nederland             | MV      | sc Heerenveen, was gehuurd                     |
| Edwin de Graaf     | Nederland             | MV      | Hibernian FC, was gehuurd                      |
| Shabir Isoufi      | Nederland             | MV      | Jong Feyenoord, was gehuurd                    |
| Benjamin Baltes    | Duitsland             | MV      | Wuppertaler SV                                 |
| Marvin Zeegelaar   | Nederland             | MV/AV   | Ajax, was gehuurd                              |
| Guyon Fernandez    | Nederland             | AV      | Feyenoord                                      |
| Roland Bergkamp    | Nederland             | AV      | Brighton & Hove Albion                         |
| Andréa Fileccia    | België                | AV      | Jong Feyenoord, was gehuurd                    |

## Feyenoord

### In
| Naam             | Nationaliteit | Positie | Oude club                |
| ---------------- | ------------- | ------- | ------------------------ |
| Ronald Graafland | Nederland     | DM      | Ajax                     |
| Gill Swerts      | België        | VD      | AZ, was al gehuurd       |
| Kaj Ramsteijn    | Nederland     | VD      | Excelsior, was verhuurd  |
| Miquel Nelom     | Nederland     | VD      | Excelsior                |
| Karim El Ahmadi  | Marokko       | MV      | Al-Ahli FC, was verhuurd |
| Otman Bakkal     | Nederland     | MV      | PSV, gehuurd             |
| Jordy Clasie     | Nederland     | MV      | Excelsior, was verhuurd  |
| Guyon Fernandez  | Nederland     | AV      | Excelsior                |
| John Guidetti    | Zweden        | AV      | Manchester City, gehuurd |

### Uit
| Naam                | Nationaliteit | Positie | Nieuwe club                                         |
| ------------------- | ------------- | ------- | --------------------------------------------------- |
| Rob van Dijk        | Nederland     | DM      | FC Utrecht                                          |
| Tim de Cler         | Nederland     | VD      | AEK Larnaca                                         |
| Kevin Hofland       | Nederland     | VD      | AEK Larnaca, was al verhuurd                        |
| André Bahia         | Brazilië      | VD      | Samsunspor                                          |
| Leroy Fer           | Nederland     | MV      | FC Twente                                           |
| Luigi Bruins        | Nederland     | MV      | Red Bull Salzburg                                   |
| Marcel Meeuwis      | Nederland     | MV      | VVV-Venlo, was gehuurd van Borussia Mönchengladbach |
| Krisztián Simon     | Hongarije     | MV      | Újpest FC, was gehuurd                              |
| Ryo Miyaichi        | Japan         | MV      | Arsenal, was gehuurd                                |
| Georginio Wijnaldum | Nederland     | MV      | PSV                                                 |
| Adil Auassar        | Nederland     | MV      | RKC Waalwijk, verhuurd                              |
| Søren Larsen        | Denemarken    | AV      | Aarhus GF, was gehuurd van Toulouse                 |
| Jon Dahl Tomasson   | Denemarken    | AV      | gestopt                                             |
| Luc Castaignos      | Nederland     | AV      | FC Internazionale Milano                            |

## De Graafschap

### In
| Naam             | Nationaliteit | Positie | Oude club          |
| ---------------- | ------------- | ------- | ------------------ |
| Tomáš Vaclík     | Tsjechië      | DM      | FK Viktoria Žižkov |
| Dulee Johnson    | Liberia       | MV      | Panetolikos FC     |
| Michael de Leeuw | Nederland     | MV/AV   | BV Veendam         |

### Uit
| Naam               | Nationaliteit        | Positie | Nieuwe club                          |
| ------------------ | -------------------- | ------- | ------------------------------------ |
| Boy Waterman       | Nederland            | DM      | Alemannia Aachen, was gehuurd van AZ |
| Jordy Buijs        | Nederland            | VD      | NAC Breda                            |
| Leon Broekhof      | Nederland            | VD      | Roda JC Kerkrade                     |
| Tyrone Loran       | Nederlandse Antillen | VD      | NAC Breda, was gehuurd               |
| Peter Jungschläger | Nederland            | MV      | Gold Coast United                    |
| Niek Sebens        | Nederland            | MV      | ?                                    |
| Rik Sebens         | Nederland            | MV      | Achilles '29                         |
| Hugo Bargas        | Argentinië           | AV      | ?                                    |

## FC Groningen

### In
| Naam            | Nationaliteit | Positie | Oude club   |
| --------------- | ------------- | ------- | ----------- |
| Lorenzo Burnet  | Nederland     | VD      | Jong Ajax   |
| Johan Kappelhof | Nederland     | VD      | Jong Ajax   |
| Emil Johansson  | Zweden        | VD      | Molde FK    |
| Kees Kwakman    | Nederland     | VD/MV   | FC Augsburg |
| Matías Jones    | Uruguay       | MV/AV   | Danubio FC  |
| Suk Hyun-Jun    | Zuid-Korea    | AV      | AFC Ajax    |

### Uit
| Naam                  | Nationaliteit | Positie | Nieuwe club                                  |
| --------------------- | ------------- | ------- | -------------------------------------------- |
| Fredrik Stenman       | Zweden        | VD      | Club Brugge                                  |
| Andreas Granqvist     | Zweden        | VD      | Genoa CFC                                    |
| Darryl Lachman        | Nederland     | VD      | FC Zwolle                                    |
| Jeroen Veldmate       | Nederland     | VD      | Sparta                                       |
| Jorrit Kunst          | Nederland     | VD      | FC Emmen                                     |
| Michael Jansen        | Nederland     | VD      | Go Ahead Eagles, was verhuurd aan BV Veendam |
| Jeffrey Rijsdijk      | Nederland     | MV      | FC Dordrecht                                 |
| Danny Menting         | Nederland     | MV      | SC Veendam                                   |
| Norair Mamedov        | Nederland     | AV      | FC Zwolle                                    |
| Gonzalo García García | Spanje        | AV      | AEK Larnaca                                  |
| Serhat Koç            | Nederland     | AV      | FC Eindhoven, was al verhuurd                |
| Tim Matavž            | Slovenië      | AV      | PSV                                          |

## sc Heerenveen

### In
| Naam                | Nationaliteit | Positie | Oude club               |
| ------------------- | ------------- | ------- | ----------------------- |
| Youssef El Akchaoui | Marokko       | VD      | VVV-Venlo, was verhuurd |
| Geert Arend Roorda  | Nederland     | MV      | Excelsior, was verhuurd |
| Sven Kums           | België        | MV      | KV Kortrijk             |
| Gerald Sibon        | Nederland     | AV      | Melbourne Heart         |

### Uit
| Naam                  | Nationaliteit | Positie | Nieuwe club                                          |
| --------------------- | ------------- | ------- | ---------------------------------------------------- |
| Kevin Stuhr Ellegaard | Denemarken    | DM      | ?                                                    |
| Diederik Bangma       | Nederland     | DM      | WKE                                                  |
| Gerry Koning          | Nederland     | VD      | FC Volendam                                          |
| Christian Grindheim   | Noorwegen     | MV      | FC Kopenhagen                                        |
| Philip Haglund        | Zweden        | MV      | IFK Göteborg                                         |
| Richard Stolte        | Nederland     | MV      | Fortuna Sittard, verhuurd, was verhuurd aan FC Emmen |

## Heracles Almelo

### In
| Naam         | Nationaliteit | Positie | Oude club        |
| ------------ | ------------- | ------- | ---------------- |
| Lerin Duarte | Nederland     | MV      | Sparta Rotterdam |
| Luís Pedro   | Nederland     | AV      | Go Ahead Eagles  |

### Uit
| Naam               | Nationaliteit | Positie | Nieuwe club            |
| ------------------ | ------------- | ------- | ---------------------- |
| Peter Reekers      | Nederland     | VD      | AGOVV                  |
| Mark-Jan Fledderus | Nederland     | MV      | Roda JC Kerkrade       |
| Erwin Nieuwboer    | Nederland     | MV      | HSC '21                |
| Andrej Rendla      | Slowakije     | MV/AV   | FC Twente, was gehuurd |
| Ellery Cairo       | Nederland     | MV/AV   | ?                      |
| Xander Houtkoop    | Nederland     | AV      | Go Ahead Eagles        |

## NAC Breda

### In
| Naam              | Nationaliteit | Positie | Oude club                  |
| ----------------- | ------------- | ------- | -------------------------- |
| Eric Botteghin    | Brazilië      | VD      | FC Zwolle                  |
| Jordy Buijs       | Nederland     | VD      | de Graafschap              |
| Mike Zonneveld    | Nederland     | VD/MV   | AEK Larnaca                |
| Roly Bonevacia    | Nederland     | MV      | Ajax, gehuurd              |
| Florian Jozefzoon | Nederland     | MV      | Ajax, gehuurd              |
| Santi Kolk        | Nederland     | AV      | 1. FC Union Berlin,gehuurd |

### Uit
| Naam                    | Nationaliteit        | Positie | Nieuwe club                 |
| ----------------------- | -------------------- | ------- | --------------------------- |
| Rob Penders             | Nederland            | VD      | gestopt                     |
| Ferne Snoyl             | Nederland            | VD      | ?                           |
| Csaba Fehér             | Hongarije            | VD      | Újpest FC                   |
| Gábor Horváth           | Hongarije            | VD      | Újpest FC, was gehuurd      |
| Julian Jenner           | Nederland            | MV/AV   | Vitesse, was gehuurd        |
| Joonas Kolkka           | Finland              | MV/AV   | Willem ll                   |
| Ali Boussaboun          | Marokko              | AV      | ?                           |
| Matthew Amoah           | Ghana                | AV      | Mersin Idman Yurdu          |
| Fouad Idabdelhay        | Nederland            | AV      | VfL Osnabrück               |
| Leonardo Vitor Santiago | Brazilië             | AV      | Red Bull Salzburg, verhuurd |
| Tyrone Loran            | Nederlandse Antillen | VD      | de Graafschap, was verhuurd |

## N.E.C.

### In
| Naam                | Nationaliteit | Positie | Oude club                |
| ------------------- | ------------- | ------- | ------------------------ |
| Pavel Čmovš         | Tsjechië      | VD      | BV Veendam, was verhuurd |
| Ryan Koolwijk       | Nederland     | MV      | Excelsior                |
| Nick van der Velden | Nederland     | MV      | AZ Alkmaar               |
| Melvin Platje       | Nederland     | AV      | FC Volendam              |
| Stefan Nijland      | Nederland     | AV      | PSV, gehuurd             |
| Erton Fejzullahu    | Zweden        | AV      | Randers FC, was verhuurd |
| Género Zeefuik      | Nederland     | AV      | PSV, gehuurd             |

### Uit
| Naam             | Nationaliteit         | Positie | Nieuwe club                                 |
| ---------------- | --------------------- | ------- | ------------------------------------------- |
| Mark Otten       | Nederland             | VD      | Ferencváros                                 |
| Joost Ebergen    | Nederland             | VD      | FC Oss                                      |
| Niki Zimling     | Denemarken            | MV      | Club Brugge, was gehuurd van Udinese Calcio |
| Lorenzo Davids   | Nederland             | MV      | FC Augsburg                                 |
| Bas Sibum        | Nederland             | MV      | Alemannia Aachen                            |
| Adnan Šećerović  | Bosnië en Herzegovina | MV      | ?, was gehuurd van Roda JC Kerkrade         |
| Ryan van Dijk    | Nederland             | MV      | FC Oss                                      |
| Björn Vleminckx  | België                | AV      | Club Brugge                                 |
| Furkan Alakmak   | Nederland             | AV      | RKC Waalwijk                                |
| Thomas Chatelle  | België                | AV      | Anderlecht, was gehuurd                     |
| Jasper Cillessen | Nederland             | DM      | AFC Ajax                                    |

## PSV

### In
| Naam                | Nationaliteit | Positie | Oude club                       |
| ------------------- | ------------- | ------- | ------------------------------- |
| Przemysław Tytoń    | Polen         | DM      | Roda JC Kerkrade, wordt gehuurd |
| Khalid Sinouh       | Marokko       | DM      | FC Utrecht                      |
| Funso Ojo           | België        | MV      | VVV-Venlo, was verhuurd         |
| Dries Mertens       | België        | MV      | FC Utrecht                      |
| Kevin Strootman     | Nederland     | MV      | FC Utrecht                      |
| Georginio Wijnaldum | Nederland     | MV      | Feyenoord                       |
| Timothy Derijck     | België        | VD      | ADO Den Haag                    |
| Tim Matavž          | Slovenië      | AV      | FC Groningen                    |

### Uit
| Naam             | Nationaliteit | Positie | Nieuwe club            |
| ---------------- | ------------- | ------- | ---------------------- |
| Jeroen Zoet      | Nederland     | DM      | RKC Waalwijk, verhuurd |
| Jan Kromkamp     | Nederland     | VD      | Go Ahead Eagles        |
| Jagos Vukovic    | Servië        | VD      | Roda JC, verhuurd      |
| Stefan Nijland   | Nederland     | AV      | N.E.C., verhuurd       |
| Marcus Berg      | Zweden        | AV      | HSV, was gehuurd       |
| Balázs Dzsudzsák | Hongarije     | AV      | Anzji Machatsjkala     |
| Jonathan Reis    | Brazilië      | AV      | Vitesse                |
| Danny Koevermans | Nederland     | AV      | Toronto FC             |
| Género Zeefuik   | Nederland     | AV      | N.E.C., verhuurd       |

## RKC Waalwijk

### In
| Naam           | Nationaliteit | Positie | Oude club      |
| -------------- | ------------- | ------- | -------------- |
| Jeroen Zoet    | Nederland     | DM      | PSV, gehuurd   |
| Cuco Martina   | Nederland     | VD      | RBC Roosendaal |
| Furkan Alakmak | Nederland     | AV      | N.E.C.         |
| Karim Fachtali | Marokko       | AV      | Almere City FC |

### Uit
| Naam            | Nationaliteit | Positie | Nieuwe club          |
| --------------- | ------------- | ------- | -------------------- |
| Ohad Levita     | Israël        | DM      | ?                    |
| Toni Varela     | Kaapverdië    | MV      | Anorthosis Famagusta |
| Hans Mulder     | Nederland     | MV      | Willem II            |
| Donny de Groot  | Nederland     | AV      | Willem II            |
| Derk Boerrigter | Nederland     | AV      | Ajax                 |
| Fred Benson     | Nederland     | AV      | ?                    |

## Roda JC Kerkrade

### In
| Naam                 | Nationaliteit | Positie | Oude club                                                  |
| -------------------- | ------------- | ------- | ---------------------------------------------------------- |
| Rob Wielaert         | Nederland     | VD      | Ajax, was al gehuurd                                       |
| Bart Biemans         | België        | VD      | Willem II                                                  |
| Jagos Vukovic        | Servië        | VD      | PSV, gehuurd                                               |
| Martijn Monteyne     | België        | VD      | Germinal Beerschot                                         |
| Leon Broekhof        | Nederland     | VD      | de Graafschap                                              |
| Mark-Jan Fledderus   | Nederland     | MV      | Heracles Almelo                                            |
| Davy De Beule        | België        | MV      | KV Kortrijk                                                |
| Mitchell Donald      | Nederland     | MV      | Ajax                                                       |
| Wiljan Pluim         | Nederland     | MV/AV   | Vitesse, was al gehuurd                                    |
| Adil Ramzi           | Marokko       | AV      | Al-Wakrah SC                                               |
| Sanharib Malki Sabah | Syrië         | AV      | KSC Lokeren Oost-Vlaanderen, was verhuurd aan Panthrakikos |
| Mikołaj Lebedyński   | Polen         | AV      | Pogoń Szczecin, wordt gehuurd                              |

### Uit
| Naam              | Nationaliteit         | Positie | Nieuwe club                                                     |
| ----------------- | --------------------- | ------- | --------------------------------------------------------------- |
| Przemysław Tytoń  | Polen                 | DM      | PSV, verhuurd                                                   |
| Collin van Eijk   | Nederland             | DM      | MVV Maastricht                                                  |
| Eric Addo         | Ghana                 | VD      | ?                                                               |
| Pa-Modou Kah      | Noorwegen             | VD      | Al-Khor                                                         |
| Vincent Lachambre | België                | VD      | ?                                                               |
| Davy de Fauw      | België                | VD      | Zulte Waregem                                                   |
| Eelco Horsten     | Nederland             | VD      | VV UNA                                                          |
| Willem Janssen    | Nederland             | MV      | FC Twente                                                       |
| Anouar Hadouir    | Nederland             | MV      | Allemania Aachen                                                |
| Boldizsár Bodor   | Hongarije             | MV      | ?                                                               |
| Adnan Šećerović   | Bosnië en Herzegovina | MV      | Fortuna Sittard, wordt 1 jaar verhuurd, was verhuurd aan N.E.C. |
| Rihairo Meulens   | Nederland             | AV      | Almere City FC                                                  |
| Morten Skoubo     | Denemarken            | AV      | Odense BK, was gehuurd van FC Utrecht                           |
| Stein Huysegems   | België                | AV      | KRC Genk, was gehuurd                                           |

## FC Twente

### In
| Naam            | Nationaliteit | Positie | Oude club                     |
| --------------- | ------------- | ------- | ----------------------------- |
| Tim Cornelisse  | Nederland     | VD      | FC Utrecht                    |
| Willem Janssen  | Nederland     | MV      | Roda JC Kerkrade              |
| Dario Vujičević | Kroatië       | MV      | VVV-Venlo, was verhuurd       |
| Bernard Parker  | Zuid-Afrika   | AV      | Panserraikos FC, was verhuurd |
| Flamur Kastrati | Noorwegen     | AV      | VfL Osnabrück, was verhuurd   |
| Andrej Rendla   | Slowakije     | AV      | Heracles Almelo, was verhuurd |
| Leroy Fer       | Nederland     | MV      | Feyenoord                     |

### Uit
| Naam              | Nationaliteit    | Positie | Nieuwe club                           |
| ----------------- | ---------------- | ------- | ------------------------------------- |
| Wilko de Vogt     | Nederland        | DM      | VVV-Venlo                             |
| Oguchi Onyewu     | Verenigde Staten | VD      | Sporting CP, was gehuurd van AC Milan |
| Alexander Bannink | Nederland        | MV      | FC Zwolle, verhuurd                   |
| Arnold Bruggink   | Nederland        | MV      | gestopt                               |
| Theo Janssen      | Nederland        | MV      | Ajax                                  |
| Vagif Javadov     | Azerbeidzjan     | AV      | FK Bakoe, was al verhuurd             |
| Patrick Gerritsen | Nederland        | AV      | Go Ahead Eagles, was al verhuurd      |
| Bryan Ruiz        | Costa Rica       | AV      | Fulham FC                             |

## FC Utrecht

### In
| Naam             | Nationaliteit | Positie      | Vorige club     |
| ---------------- | ------------- | ------------ | --------------- |
| Rob van Dijk     | Nederland     | Keeper       | Feyenoord       |
| Daan Bovenberg   | Nederland     | Verdediger   | Excelsior       |
| Johan Mårtensson | Zweden        | Middenvelder | GAIS Göteborg   |
| Alexander Gerndt | Zweden        | Aanvaller    | Helsingborgs IF |
| Yoshiaki Takagi  | Japan         | Middenvelder | Tokyo Verdy     |
| Rodney Sneijder  | Nederland     | Middenvelder | AFC Ajax        |
| Marcus Nilsson   | Zweden        | Verdediger   | Helsingborgs IF |

### Uit
| Naam                  | Nationaliteit | Positie | Nieuwe club                              |
| --------------------- | ------------- | ------- | ---------------------------------------- |
| Khalid Sinouh         | Marokko       | DM      | PSV                                      |
| Wesley de Ruiter      | Nederland     | DM      | Excelsior, was verhuurd aan FC Den Bosch |
| Tim Cornelisse        | Nederland     | VD      | FC Twente                                |
| Michael Silberbauer   | Denemarken    | MV      | BSC Young Boys                           |
| Barry Maguire         | Nederland     | MV      | VVV-Venlo                                |
| Kevin Strootman       | Nederland     | MV      | PSV                                      |
| Dries Mertens         | België        | MV      | PSV                                      |
| Ricky van Wolfswinkel | Nederland     | AV      | Sporting Lissabon                        |
| Morten Skoubo         | Denemarken    | AV      | Odense BK, was verhuurd aan Roda JC      |

## Vitesse

### In
| Naam                       | Nationaliteit | Positie | Oude club                     |
| -------------------------- | ------------- | ------- | ----------------------------- |
| Marko Meerits              | Estland       | DM      | FC Flora Tallinn              |
| Piet Velthuizen            | Nederland     | DM      | Hércules Alicante             |
| Kevin van Diermen          | Nederland     | VD      | Go Ahead Eagles, was verhuurd |
| Jeroen Drost               | Nederland     | VD      | FC Zwolle, was verhuurd       |
| Tomáš Kalas                | Tsjechië      | VD      | Chelsea FC, gehuurd           |
| Raio Piiroja               | Estland       | VD      | Fredrikstad FK                |
| Alex Santos da Vitória     | Brazilië      | VD      | CR Flamengo                   |
| Anderson Santos da Vitória | Brazilië      | VD      | CR Flamengo                   |
| Anthony Annan              | Ghana         | MV      | FC Schalke 04, gehuurd        |
| Ulises Dávila              | Mexico        | MV      | Chelsea FC, gehuurd           |
| Jan-Arie van der Heijden   | Nederland     | MV      | Ajax                          |
| Nicky Hofs                 | Nederland     | MV      | AEL Limassol                  |
| Julian Jenner              | Nederland     | MV/AV   | NAC Breda, was verhuurd       |
| Valeri Kazaishvili         | Georgië       | MV/AV   | Sioni Bolnisi                 |
| Renato Ibarra              | Ecuador       | AV      | Club Deportivo El Nacional    |
| Giorgi Chanturia           | Georgië       | AV      | (clubloos)                    |

### Uit
| Naam               | Nationaliteit | Positie | Nieuwe club                           |
| ------------------ | ------------- | ------- | ------------------------------------- |
| Matej Delač        | Kroatië       | DM      | Chelsea FC, was gehuurd               |
| Luca Caldirola     | Italië        | VD      | FC Internazionale Milano, was gehuurd |
| Slobodan Rajković  | Servië        | VD      | Chelsea FC, was gehuurd               |
| Gino Felixdaal     | Nederland     | VD      | Almere City FC                        |
| Jordi López        | Spanje        | MV      | OFI Kreta                             |
| Ismaïl Aissati     | Marokko       | MV      | AFC Ajax, was gehuurd                 |
| Rogier Molhoek     | Nederland     | MV      | VVV-Venlo                             |
| Dalibor Stevanovič | Slovenië      | MV      | Volyn Loetsk                          |
| Nemanja Matić      | Servië        | MV      | Benfica, was gehuurd van Chelsea FC   |
| Martí Riverola     | Spanje        | MV      | FC Barcelona "B", was gehuurd         |
| Sinan Kaloğlu      | Turkije       | AV      | Karabükspor                           |
| Haruna Babangida   | Nigeria       | AV      | Kapfenberger SV                       |
| Wiljan Pluim       | Nederland     | MV/AV   | Roda JC Kerkrade, was al verhuurd     |

## VVV-Venlo

### In
| Naam            | Nationaliteit | Positie | Oude club                |
| --------------- | ------------- | ------- | ------------------------ |
| Wilko de Vogt   | Nederland     | DM      | FC Twente                |
| Barry Maguire   | Nederland     | MV      | FC Utrecht               |
| Rogier Molhoek  | Nederland     | MV      | Vitesse                  |
| Marcel Meeuwis  | Nederland     | MV      | Borussia Mönchengladbach |
| Yanic Wildschut | Nederland     | MV/AV   | FC Zwolle                |

### Uit
| Naam                | Nationaliteit | Positie | Nieuwe club                                  |
| ------------------- | ------------- | ------- | -------------------------------------------- |
| Kevin Begois        | België        | DM      | FC Den Bosch                                 |
| Delano van Crooij   | Nederland     | DM      | ?                                            |
| Frank van Kouwen    | Nederland     | VD      | FC Eindhoven                                 |
| Roel Janssen        | Nederland     | VD      | Fortuna Sittard                              |
| Youssef El Akchaoui | Marokko       | VD      | sc Heerenveen, was gehuurd                   |
| Josué               | Portugal      | MV      | FC Porto, was gehuurd                        |
| Dario Vujičević     | Kroatië       | MV      | FC Twente, was gehuurd                       |
| Funso Ojo           | België        | MV      | PSV, was gehuurd                             |
| Balázs Tóth         | Hongarije     | MV      | KRC Genk, was gehuurd                        |
| Jorge Chula         | Portugal      | AV      | FC Porto, was gehuurd                        |
| Achmed Ahahaoui     | Marokko       | AV      | FC Volendam                                  |
| Rachid Ofrany       | Nederland     | AV      | ?                                            |
| Ruud Boymans        | Nederland     | AV      | AZ Alkmaar                                   |
| Marnix Kolder       | Nederland     | AV      | Go Ahead Eagles, was verhuurd aan BV Veendam |

2007/08 (zomer · winter) · 
2008/09 (zomer · winter) · 
2009/10 (zomer · winter) · 
2010/11 (zomer · winter) · 
2011/12 (zomer · winter) · 
2012/13 (zomer · winter) · 
2013/14 (zomer · winter) · 
2014/15 (zomer · winter) · 
2015/16 (zomer · winter) · 
2016/17 (zomer · winter) ·
2017/18 (zomer · winter) ·
2018/19 (zomer · winter) ·
2019/20 (zomer · winter) ·
2020/21 (zomer · winter) ·
2021/22 (zomer · winter) ·
2022/23 (zomer · winter) ·
2023/24 (zomer · winter) ·
2024/25 (zomer · winter) ·
2025/26 (zomer)